# الأنثروبوتيك
الأنثروبوتيك هو مصطلح يستخدم في الفن والعلوم والأدب للدلالة على شيء له جوانب من الإنسان والآلة. في هذه الحالة، يُزعم أن «المعدلة» لا تضع حداً ولكن بدلاً من ذلك تفتح أفقًا لانهائيًا واسعًا ولا حدود له مثل رغبات الإنسان. تصور آخر هو أن الأنثروبوتيك هو مجموعة من القواعد التي نصنعها لترويض أنفسنا وتعليمهم وتدريبهم. يتم تمييز المفهوم عن الأنثروبولوجيا، الذي يركز على دراسة وتحسين ظروف العمل والمعيشة.

## تطبيقات
تعد اللوحات، مثل Max Ernst's "Oedipus Rex"، أمثلة مبكرة على استخدام هذه الجودة. في مجال التكنولوجيا، فإن أي مجال من مجالات العلوم يحاول جعل الآلات والأتمتة أكثر سهولة في الاستخدام. في علم الاجتماع، يتم استخدامه لوصف العلاقة بين الإنسان وأي شيء يُنظر إليه على أنه غير مرن أو غير إنساني مثل الرق أو الدين أو الحيوانات. هناك ادعاء بأن جزءًا من الماسونية، خاصةً خلال القرن الثامن عشر، يمكن اعتباره أيضًا أنثروبولوجيًا بمعنى أنه كان بمثابة طبقة من التكنوقراطيين الذين يديرون المجتمع والمجال البشري.

## الاستخدامات
- في كتابها "التعليم في التخطيط الإنساني الإبداعي الوجودي"، تستخدم آنا تيريزا تيمينييكا صطلح علم الإنسان الوراثي كوسيلة لضمان أن الشخصيات المرغوبة فقط هي التي ورثتها الأجيال القادمة من البشر على الرغم من استخدام الوراثة وبالتالي تجنب "القدرية" "من الميراث.[2]أيضًا، في ظواهرها الحياتية للحياة من الروح الحيوانية إلى العقل البشري: في البحث عن الخبرة، تستخدم مصطلح "الإنسان البشري" بالاشارة إلى قدرة الإنسان على تحويل الحيوانات من كونها خطرة إلى"صديقة للإنسان".[3]
- في كتابه «في Medias Res: شعراء بيتر سلوترديك للكائن»، يستخدم ويليم شينكل مصطلح «الأنثروبوتيك» لتحديد الأشكال الثقافية للتمارين الذهنية والبدنية الآلية التي نعرضها نحن البشر في مواجهة خطر غامض.[4]
- في مقالتهم "الأنثروبوتيك في التحكم في المركبات - التحكم الديناميكي في الأنظمة والتوجيه من قبل الإنسان في ضوء الأنثروبولوجيا، ومعالجة الأساليب لتحسين أنظمة آلة الإنسان، يستخدم بيرنوتات المصطلح لوصف طرق تكييف الآلة مع الرجال.
- في كتابها "البرونز والحديد: الشعر اللاتيني القديم من بدايته إلى 100 قبل الميلاد"، تستخدم جانيت ليمبك الأنثروبوتيك لوصف العلاقة «الوحشية» بين الآلة والإنسان، مقارنة بالصلات الاجتماعية والحميمة.[5]
- تقنية لاضفاء الطابع الإنساني البحوث الفنية التفاعلية باستخدام web".[6]
- في كتابه «مقدمة في علم الاجتماع»، يعرّف جاي روشيه عصر الأنثروبوتيك بأنه الفترة الزمنية التي بدأت باستعباد الإنسان والمعدن.[7]

## المرجع
1. ↑  "Famous-painters.org Is For Sale". www.famous-painters.org. مؤرشف من الأصل في 2016-03-04. اطلع عليه بتاريخ 2019-08-02.
2. ↑  Anna-Teresa (14 Nov 2007). Education in Human Creative Existential Planning (بالإنجليزية). Springer Science & Business Media. ISBN:9781402063022. Archived from the original on 2020-01-25.
3. ↑  Anna-Teresa (23 Aug 2007). Phenomenology of Life - From the Animal Soul to the Human Mind: Book I. In Search of Experience (بالإنجليزية). Springer Science & Business Media. ISBN:9781402051920. Archived from the original on 2020-01-25.
4. ↑  Willem; Noordegraaf-Eelens, Liesbeth (2011). In Medias Res: Peter Sloterdijk's Spherological Poetics of Being (بالإنجليزية). Amsterdam University Press. ISBN:9789089643292. Archived from the original on 2020-01-25.
5. ↑  Janet (1973). Bronze and Iron: Old Latin Poetry from Its Beginnings to 100 B.C. (بالإنجليزية). University of California Press. ISBN:9780520021648. Archived from the original on 2020-01-25.
6. ↑  Gerfried; Sommerer, Christa; Mignonneau, Laurent (1 Jan 2010). Christa Sommerer & Laurent Mignonneau: Interactive Art Research (بالإنجليزية). Springer Vienna. ISBN:9783211990162. Archived from the original on 2011-09-15.
7. ↑  Guy (1972). Introduction to Sociology (بالإنجليزية). Academic Publishers. ISBN:9788185086293. Archived from the original on 2020-01-25.